# Épinouze
Épinouze är en kommun i departementet Drôme i regionen Auvergne-Rhône-Alpes i sydöstra Frankrike. Kommunen ligger i kantonen Le Grand-Serre som tillhör arrondissementet Valence. År 2022 hade Épinouze 1 527 invånare.

## Befolkningsutveckling
Antalet invånare i kommunen Épinouze
Referens:INSEE